# Балугов, Исмаил Абдулхаликович
Исмаил Абдулхаликович Балугов (1908, Закаталы — 1 апреля 1991, Буйнакск) — актёр театра, драматург. Народный артист Дагестанской АССР (1960).

## Биография
Исмаил Абдулхаликович Балугов родился в 1908 году в городе Закаталы, Закатальского округа (по паспорту 1 января 1910 года, в селе Кумух).
Работал в Лакском драматическом театре имени Эффенди Капиева с момента его основания в 1935 году: актёр 1-й категории (1935—1939), главный режиссёр и директор театра (1943—1950). В 1935 году написал пьесу «Казбек», в которой воплощены идеи освободительной борьбы бедноты против ханского произвола и показаны первые ростки революционного движения. В 1939 году в Москве окончил 9-месячные курсы режиссёров. В 1940 году вступил в КПСС. В 1952 году окончил 6-месячные режиссёрские курсы.
За время работы в Лакском театре поставил более 40 новых спектаклей: «Слуга двух господ» — Карло Гольдони, «Плутни Скапена» — Жан Батист Мольера, «Коварство и любовь» — Фридриха Шиллера, «Свои люди — сочтёмся» — Александра Островского, «Женитьба» — Николая Гоголя. Все эти постановки прошли с большим успехом и получили хорошую оценку со стороны зрителей и прессы.
В 1973 году, проработав 38 лет, вышел на заслуженный отдых.
Скончался 1 апреля 1991 года.

### Семья
Прадед — Джаган-бек Балугов, являлся потомком Султанахмада, который из-за вражды с местным правителем в 1712 году перебрался с семьёй из Кумуха в Гянджу. Отцом Султанахмада был хахлавчи Мухаммад-шамхал, сын Рустамхана (Мамма-шамхал, ? — 1676), о котором упоминается у немецкого путешественника XVIII века Якоба Рейнеггса: «избрали они Таргу для летнего своего пребывания, а в Кумуке одного из сродственников своих оставляли правителем; но случилось некогда, что некто Магомет, оставшись градоначальником, оным городом завладел и сверх того немалую часть провинции с вооруженною рукою и принудил его остаться в Таргу, где и поныне шамгал имеет непременное своё жилище». В 1837 году на Кавказе Джаган-бек Балугов сопровождал в почётном конвое императора Николая I от Караван Сарая до Красного моста и был награждён медалью «Кавказъ 1837 годъ».
Дед — Бегляр-бек Балугов, служил в Елисаветпольской городской полиции в должности смотрителя тюремного замка и в 1882 году при отставке был произведён в надворные советники.
Отец — Абдул-Халик-бек, скончался за месяц до рождения сына.
Мать — Муминат-бике, скончалась через несколько лет после рождения сына. Оставшегося без родителей сироту воспитали родственники из Кумуха.
Жена — Умукусум Балугова.

## Творчество

### Роли в театре
Исмаилом Балуговым было сыграно более 200 ролей, в числе которых:
- комедия «Лекарь поневоле» Жан Батист Мольера — Леандр;
- пьеса «Любовь Яровая» Константина Тренёва — комиссар Роман Кошкин;
- пьеса «Без вины виноватые» Александра Островского — богатый барин Нил Дудукин и актёр Григорий Незнамов;
- пьеса «Разлом» Бориса Лавренёва — капитан I ранга Берсеньев;
- пьеса «Честь» Георгия Мдивани — Ягор;
- пьеса «Киквидзе» Ваниона Дарасели — Самуил Медведовский
- комедия «Чужой ребёнок» Василия Шкваркина — инженер Прибылев;
- героическая драма «Аздар» Минкаила Алиева — Аглархан, Аздар.

### Литературное творчество
Помимо драмы «Казбек», Исмаилом Балуговым были написаны пьесы «Кровавая долина», «Ты меня не узнаешь», «Люди востока», которые много лет входили в репертуар Лакского театра. В 1967 году Исмаилом Абдулхаликовичем была завершена многоактная пьеса «Жизнь начинается снова».

## Награды
- Заслуженный артист Дагестанской АССР (12 ноября 1945)
- Народный артист Дагестанской АССР (20 мая 1960)
- медали:
  - «За доблестный труд в Великой Отечественной войне 1941-1945 гг.»;
  - «За оборону Кавказа»;
  - «За трудовую доблесть» (медаль № 57294 от 2 марта 1946),
- значок Министерства культуры СССР «За отличную работу» (Приказ № 1546к от 7 октября 1957)
- почётные грамоты.